# Giải bóng đá U-21 Quốc tế Báo Thanh Niên 2009
Giải bóng đá U21 Quốc tế báo Thanh niên lần 3-2009 diễn ra từ ngày 9 tháng 10 đến ngày 18 tháng 10 năm 2009 trên Sân vận động Gò Đậu tại Thủ Dầu Một, tỉnh Bình Dương

## Địa điểm thi đấu
Tất cả các trận đấu diễn ra trên Sân vận động Gò Đậu tại Thủ Dầu Một, tỉnh Bình Dương
| Bình Dương          |
| ------------------- |
| Sân vận động Gò Đậu |
| Sức chứa: 25,000    |
|                     |

## Thành phần tham dự
| Số thứ tự | Đội bóng                    | Liên đoàn  | Huấn luyện viên | Đội trưởng |
| --------- | --------------------------- | ---------- | --------------- | ---------- |
| 1         | U21 Báo Thanh niên Việt Nam | Việt Nam   | Trần Tấn Thông  |            |
| 2         | U21 Singapore               | Singapore  | Singapore       |            |
| 3         | U21 Thái Lan                | Thái Lan   | Thái Lan        |            |
| 4         | U21 Malaysia                | Malaysia   | Ong Kim Swee    |            |
| 5         | U21 Trung Quốc              | Trung Quốc | Trung Quốc      |            |
| 6         | U19 Việt Nam (Việt Nam B)   | Việt Nam   | Triệu Quang Hà  |            |

Ban đầu U21 Iran tham dự giải này nhưng sau đó do gặp khó khăn trong khâu tập trung cầu thủ vì giải vô địch quốc gia của Iran đang diễn ra nên U21 Iran rút lui và U19 Việt Nam thay thế..

## Vòng bảng
6 đội chia thành hai bảng đấu vong ftròn một lượt tính điểm chọn hai đội đầu mỗi bảng vào bán kết.
|  | Đội bóng đi tiếp vào vòng trong |  | Đội bóng bị loại ở vòng bảng |

Tất cả thời gian là giờ địa phương (UTC+7) tại nơi diễn ra trận đấu.

### Bảng A
| Đội tuyển | số trận | thắng | hoà | thua | bàn thắng | bàn thua | điểm |
| --------- | ------- | ----- | --- | ---- | --------- | -------- | ---- |
| Singapore | 2       | 2     | 0   | 0    | 6         | 3        | 6    |
| Việt Nam  | 2       | 0     | 1   | 1    | 2         | 3        | 1    |
| Thái Lan  | 2       | 0     | 1   | 1    | 1         | 3        | 1    |

| U21 Báo Thanh niên Việt Nam                      | 2–3      | U21 Singapore                     |
| ------------------------------------------------ | -------- | --------------------------------- |
| Nguyễn Ngọc Thông 13' · Bùi Văn Hiếu 56' (ph.đ.) | Chi tiết | Bin Ghani 2' · Abu Sujab 44', 76' |

| U21 Singapore                           | 3–1      | U21 Thái Lan |
| --------------------------------------- | -------- | ------------ |
| Bin Ghani 8' · Mutalib 33' · Zhiwei 85' | Chi tiết | Kraisorn 55' |

| U21 Thái Lan | 0–0      | U21 Báo Thanh niên Việt Nam |
| ------------ | -------- | --------------------------- |
|              | Chi tiết |                             |

### Bảng B
| Đội tuyển    | số trận | thắng | hoà | thua | bàn thắng | bàn thua | điểm |
| ------------ | ------- | ----- | --- | ---- | --------- | -------- | ---- |
| Trung Quốc   | 2       | 2     | 0   | 0    | 7         | 4        | 6    |
| U19 Việt Nam | 2       | 1     | 0   | 1    | 6         | 5        | 3    |
| Malaysia     | 2       | 0     | 0   | 2    | 2         | 6        | 0    |

| U21 Trung Quốc                                         | 3–1      | U21 Malaysia  |
| ------------------------------------------------------ | -------- | ------------- |
| Trương Hi Triết 27' · Cô Bân 72' · Đàm Thiên Trừng 83' | Chi tiết | Ambumamee 90' |

| U21 Malaysia                    | 1–3      | U19 Việt Nam                                  |
| ------------------------------- | -------- | --------------------------------------------- |
| Devandran 10' · Shaharuddin 25' | Chi tiết | Nguyễn Đình Bảo 17', 88' · Lê Quốc Phương 68' |

| U21 Trung Quốc                                                              | 4–3      | U19 Việt Nam                                          |
| --------------------------------------------------------------------------- | -------- | ----------------------------------------------------- |
| Mã Trọng Trọng 25' · Bế Kim Hạo 31' · Lê Chí Lãng 32' · Trương Hi Triết 58' | Chi tiết | Nguyễn Tấn Tài 50' · Nguyễn Đình Bảo 52', 83' (ph.đ.) |

## Đấu loại trực tiếp

### Tóm tắt
|  | Bán kết        | Bán kết    |               |   | Chung kết | Chung kết |
|  |                |            |               |   |           |           |
|  | 16 tháng 10    |            |               |   |           |           |
|  |                |            |               |   |           |           |
|  | Singapore      | 0 (5)      |               |   |           |           |
|  | Singapore      | 0 (5)      | 18 tháng 10   |   |           |           |
|  | Việt Nam B (p) | 0 (6)      |               |   |           |           |
|  | Việt Nam B (p) | 0 (6)      | Việt Nam B    | 2 |           |           |
|  | 16 tháng 10    |            | Việt Nam B    | 2 |           |           |
|  |                | Trung Quốc | 4             |   |           |           |
|  | Trung Quốc     | Trung Quốc | 4             | 3 |           |           |
|  | Trung Quốc     |            |               | 3 |           |           |
|  | Việt Nam       | 2          |               |   |           |           |
|  | Việt Nam       | 2          | Tranh hạng ba |   |           |           |
|  |                |            |               |   |           |           |
|  | 18 tháng 10    |            |               |   |           |           |
|  |                |            |               |   |           |           |
|  | Singapore      | 1          |               |   |           |           |
|  | Singapore      | 1          |               |   |           |           |
|  | Việt Nam       | 2          |               |   |           |           |

### Bán kết
| U21 Singapore                                                              | 0–0      | U19 Việt Nam                                                                                                  |
| -------------------------------------------------------------------------- | -------- | --- |
| Aliff 60'                                                                  | Chi tiết | |
| Loạt sút luân lưu                                                          |          | |
| Bin Yacob Mohd Yusof Abu Sujad Ang Zhiwei Abul Mutalib Bin Aziz Bin As'ari | 5–6      | Nguyễn Văn Quyết Nguyễn Đình Bảo Ngô Hoàng Thịnh Lê Quốc Phương Nguyễn Hải Huy Nguyễn Xuân Hùng Lâm Anh Quang |

| U21 Trung Quốc                                                    | 3–2      | U21 Báo Thanh niên Việt Nam            |
| ----------------------------------------------------------------- | -------- | -------------------------------------- |
| Trương Hi Triết 21' · Võ Mhật Tân 79' (ph.l.n) · Bành Hân Lực 90' | Chi tiết | Nguyễn Thanh Nam 7' · Bùi Văn Hiếu 70' |

### Tranh hạng ba
| U21 Singapore | 1–2      | U21 Báo Thanh niên Việt Nam |
| ------------- | -------- | --------------------------- |
| Norasikin 70' | Chi tiết | Nguyễn Thanh Nam 3', 8'     |

### Chung kết
| U21 Trung Quốc                                    | 4–2      | U19 Việt Nam                             |
| ------------------------------------------------- | -------- | ---------------------------------------- |
| Đàm Thiên Trừng 10', 18', 87' · Dương Nhất Hổ 75' | Chi tiết | Ngô Hoàng Thịnh 42' · Nguyễn Hải Huy 44' |

## Kết quả chung cuộc
- Vô địch:  Trung Quốc (U20)
- Hạng nhì:  Việt Nam (U19)
- Hạng ba:  Việt Nam (U21)
- Giải phong cách:  Việt Nam
- Vua phá lưới:  Đàm Thiên Trừng và  Nguyễn Đình Bảo (4 bàn thắng)
- Thủ môn xuất sắc nhất:  Đằng Thượng Côn
- Cầu thủ xuất sắc nhất:  Nguyễn Văn Quyết